# Liptovská Teplička
Liptovská Teplička (em alemão: Zeplitschke; húngaro: Teplicska) é um município da Eslováquia, situado no distrito de Poprad, na região de Prešov. Tem 98,7 km² de área e sua população em 2018 foi estimada em 2.455 habitantes.

## Demografia
| Ano:        | 1994 | 2004   | 2014   | 2024   |
| ----------- | ---- | ------ | ------ | ------ |
| Broj ljudi: | 2180 | 2293   | 2434   | 2362   |
| Razlika:    |      | +5,18% | +6,14% | -2,95% |

| Ano:               | 2023 | 2024   |
| ------------------ | ---- | ------ |
| Número de pessoas: | 2380 | 2362   |
| Diferença:         |      | -0,75% |